# Vojni ordinarijat u Bosni i Hercegovini
Vojni ordinarijat u Bosni i Hercegovini ustanova Katoličke Crkve, koja je u dogovoru između Svete Stolice i Bosne i Hercegovine ustrojena za dušobrižništvo vjernika katolika, pripadnika oružanih snaga Bosne i Hercegovine. Članica je Biskupske konferencije Bosne i Hercegovine. Sjedište Vojnoga ordinarijata Bosne i Hercegovine je u Sarajevu.

## Podrijetlo naziva
Naziv potječe od pridjeva vojni (u značenju: ono što pripada vojniku, vojsci) i imenice ordinarijat (od lat. ordinariatus, u crkvenopravnome značenju: služba ordinarija, to jest služba rimskoga prvosvećenika, dijecezanskoga biskupa i drugih koji, pa i privremeno, stoje na čelu neke mjestne Crkve ili zajednice s njom kanonski izjednačene, kao i svih onih koji u njima imaju opću redovitu izvršnu vlast u skladu s kanonskim propisima)

## Povijest
Vojni ordinarijat u Bosni i Hercegovini utemeljio je papa Benedikt XVI. 1. veljače 2011. apostolskom uredbom Magni aestimamus. Osnovan je u skladu s kanonskim propisima te prema čl. 15. Temeljnoga ugovora između Svete Stolice i Bosne i Hercegovine potpisanu u Sarajevu 19. travnja 2006. i Ugovora između BiH i Svete Stolice o dušobrižništvu katoličkih vjernika, pripadnika Oružanih snaga Bosne i Hercegovine, potpisana 8. travnja 2010. u Sarajevu, a kao nastavak prije postojeće dušobrižničke skrbi za vjernike katolike, pripadnike Oružanih snaga Bosne i Hercegovine.
Kanonsko pravo vojni ordinarijat u svemu izjednačuje s biskupijom i često se umjesto naziva vojni ordinarijat rabi naziv vojna biskupija. Vojni ordinarijat ima ustroj biskupije. Ta je ustroj, međutim, prilagođen potrebama i posebnim prilikama u kojima vojni ordinarijat djeluje u miru i u ratu.
Pod vojni ordinarijat u dušobrižničkome smislu spadaju svi vjernici katolici, pripadnici oružanih snaga i građansko osoblje na služni u oružanim snagama te članovi njihove obitelji (suprug ili supruga i djeca), odnosno oni koji s njima stalno stanuju. 

## Vojni ordinariji u Bosni i Hercegovini
apostolski upravitelj
recezendionalni biskup
|  | Slika | Ime         |             | U službi      |
|  | ----- | ----------- | ----------- | ------------- |
|  |       | Tomo Vukšić | Tomo Vukšić | 2011. – danas |

## Vanjske poveznice
- Vojni ordinarijat u Bosni i Hercegovini